# Лазава (Псковская область)
Лазава — деревня в Великолукском районе Псковской области России. Входит в состав сельского поселения «Лычёвская волость».
Расположена на северо-западном побережье озера Лазавское (Лазава или Бор-Лазава), в 20 км к югу от центра города Великие Луки.

## Население
Численность населения по оценке на 2000 год составляла 6 жителей, на 2010 год — 11 жителей.